# Castelnuovo di Porto
Castelnuovo di Porto è un comune italiano di 8 632 abitanti della città metropolitana di Roma Capitale nel Lazio.

## Geografia fisica

### Territorio
Ad ovest il territorio comunale è nella maggior parte collinare, con altitudini che giungono fino a 200 m s.l.m., con una morfologia caratterizzata da rilievi per lo più tufacei, separati da strette forre, mentre ad est è tipico delle pianure alluvionali, della Valle del Tevere.

### Clima
- Classificazione climatica: zona D, 1753 GR/G

## Storia

### L'epoca Capenate
Le origini di Castelnuovo di Porto sono riconducibili alla storia dell'antica città stato di Capena che sorgeva sul colle della Civitucola, capitale dei Capenati, fiorente popolazione italica che prosperava a nord-ovest del Tevere, prima dell'avvento dell'impero Romano. Cultura autoctona subì con il tempo contaminazioni esterne,soprattutto dagli Etruschi, dai Latini e dai Sabini. Parlavano una lingua affine al falisco. Il territorio Capenate (Ager Capenas) si estendeva lungo la riva destra del Tevere, confinando a nord con i Falisci, ad est con il Tevere e i Sabini, mentre a sud ovest con gli etruschi di Veio. L'area comprendeva gli attuali comuni di Capena, Civitella San Paolo, Morlupo, Fiano, Nazzano, Ponzano Romano, Filacciano, Torrita Tiberina, Rignano Flaminio, Sant'Oreste, Castelnuovo di Porto e Riano.

### L'epoca romana
Dell'epoca romana si conosce poco. Si ignorano anche le origini, forse la città venne costruita sulle rovine di un oppido, il cui significato è "città fortificata", dei dintorni di Capena o inerenti alle colonie di Pentapolis.

### Le alterne vicende del castello
Le prime notizie storiche documentate risalgono al 1074 grazie ad una bolla di papa Gregorio VII, nella quale la località viene menzionata con il nome di, Castrum Novum, e definita, per metà, come feudo dell'abbazia di San Paolo fuori le mura.
Il nome, poi divenuto "Castello Nuovo", probabilmente è da attribuire alla costruzione di un nuovo castello a detrimento di uno più antico.
In seguito fu occupata da Stefano di Teobaldo ma, nel 1139, papa Innocenzo II restituisce il castello ai legittimi proprietari.
Nel 1208 papa Innocenzo III, favorendo suo fratello Riccardo Conti, non fece i conti con Onorio III che riconfermò di nuovo il castello agli originari proprietari.
Nel 1252 il castello risultava proprietà dei Colonna, indi dopo vari passaggi di proprietà pervenne a Stefano Colonna che migliorò la sua struttura difensiva.
Papa Bonifacio VIII Caetani, acerrimo nemico della famiglia, tolse il castello ai Colonna, ma, nel 1306, Clemente V, lo riassegnò ai legittimi proprietari.
Lo stesso accadde con papa Eugenio IV, ma Niccolò V Parentucelli, nel 1477, lo restituì di nuovo ai Colonna.
Nel 1501 papa Alessandro VI Borgia confiscò il castello e lo dotò di difese armate, per poi nuovamente restituirlo ai Colonna, il quale cercò poi di porre fine alle scaramucce con la vicina Civitella San Paolo.
Nel 1518 divenne di proprietà dei Di Francesco. La famiglia successivamente entrò in lotta con i Zagarolo ed altre famiglie per via della gestione sui castelli.
La bagarre fu sedata da papa Paolo III con una bolla datata 11 gennaio 1539.
Nel 1581 venne preso in gestione dallo Stato Pontificio. A nulla servirono le lamentele da parte della precedente famiglia per la restituzione del castello. Il 12 giugno 1627 Scipione Degli Effetti divenne concessionario delle entrate del castello. Una lapide sul muro esterno menziona il restauro della Via Flaminia del 1580 da parte di Clarice Colonna Anguillara.
Un'altra lapide ricorda quando Carlo III di Borbone alloggiò in questo castello mentre si apprestava ad espugnare il Regno di Napoli. Simboli araldici sui portali, invece, evidenziano le famiglie che si sono succedute nella proprietà del castello.

### Simboli
Lo stemma è stato riconosciuto con decreto del capo del Governo del 3 maggio 1940.
Il gonfalone è un drappo partito di rosso e di bianco.

## Monumenti e luoghi d'interesse

### Architetture militari

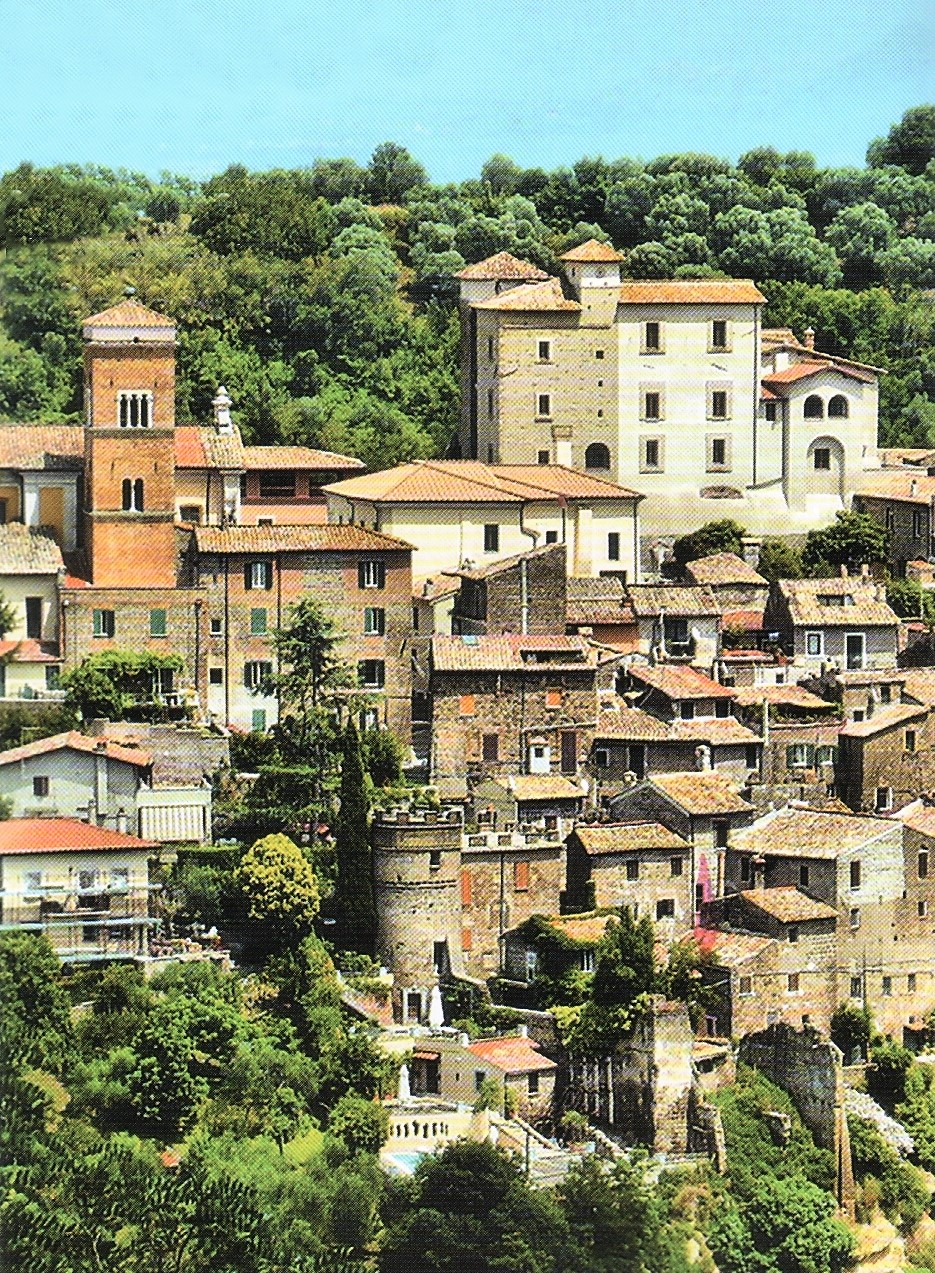
Rocca Colonna

- Rocca Colonna, cioè la trasformazione di un insediamento militare fortificato ad un palazzo rinascimentale. Posto su uno sperone tufaceo tra la valle del fosso di Chiarano e della Mola, occupa il punto più alto del borgo antico, da cui é isolato.[5]
- Torre di Belmonte, situata su una posizione dominante su un altopiano lungo circa un chilometro tra i fossi di Costa Frigida e di Sant'Antonino che conserva tracce di due insediamenti fortificati, il più remoto dei quali è di epoca etrusca. Fu probabilmente una colonia della città di Veio fondata intorno al VII secolo a.C. Oggi è possibile vedere resti di mura alzate direttamente sul ciglio della rupe nel lato ovest dove sorgeva una porta, oggi perduta. Dopo la caduta dell'impero romano,  l'insediamento fu progressivamente sostituito da abitati ed è proprio in questo periodo che Belmonte che si ripopola.

### Architetture religiose
- Chiesa di Santa Lucia, è la parrocchia del paese.
- Chiesa di san Sebastiano, fu eretta nel XIII secolo.
- Chiesa di Sant'Antonio della stazione.
- Colleggiata di Santa Maria Assunta.
- Chiesa della Madonna della virtù.

### Aree naturali
- Parco regionale di Veio

## Società

### Evoluzione demografica
Abitanti censiti

## Cultura
Biblioteca
Biblioteca comunale

### Cinema
Spell (Dolce mattatoio), un film del 1977 diretto da Alberto Cavallone, è stato girato a Castelnuovo di Porto, così come il film Un gatto nel cervello, diretto da Lucio Fulci e uscito nel 1990.

## Infrastrutture e trasporti

### Strade
L'uscita per Castelnuovo di Porto si trova lungo la diramazione Roma Nord dell’A1 Milano Napoli.
Poco fuori dal centro del paese, il territorio comunale è attraversato dalla consolare Flaminia.
La SP 6/c collega Castelnuovo di Porto alla Stazione ferroviaria di Castelnuovo di Porto e a Quadroni.

### Ferrovie
La stazione di Castelnuovo di Porto si trova sulla ferrovia Roma-Civita Castellana-Viterbo, gestita da ASTRAL. Il servizio ferroviario è operato da Cotral.
Fra il 1906 e il 1932 Castelnuovo di Porto era servita da una fermata della tranvia Roma-Civita Castellana, antesignana dell'attuale ferrovia, gestita dalla Società Romana per le Ferrovie del Nord (SRFN).

## Amministrazione

### Sindaci
| Periodo | Periodo   | Primo cittadino     | Partito      | Carica  | Note |
| ------- | --------- | ------------------- | ------------ | ------- | ---- |
| 1975    | 1995      | Giampiero Salè      | lista civica | sindaco |      |
| 1995    | 1999      | Alessandra Paradisi | lista civica | sindaco |      |
| 1999    | 2009      | Massimo Lucchese    | lista civica | sindaco |      |
| 2009    | 2017      | Fabio Stefoni       | lista civica | sindaco |      |
| 2017    | in carica | Riccardo Travaglini | lista civica | sindaco |      |

### Altre informazioni amministrative
Dal 2015 Castelnuovo di Porto fa parte del Consorzio intercomunale dei servizi e interventi sociali Valle del Tevere insieme ad altri 16 comuni ricandenti nel distretto socio-sanitario 4 della ASL Roma 4.

## Sport

### Calcio
- Castelnuovese calcio, che milita in prima categoria[8].

### Atletica leggera
- ASD Podistica Veio.[9]